# Lijst van partners van koningen van Spanje
Dit is een lijst van de echtgenotes van de koningen en koninginnen van Spanje.

## Huis Habsburg
| Afbeelding | Naam                      | Oorspronkelijk huis | Vanaf | Tot  | Vrouw van  | Opmerkingen |
| ---------- | ------------------------- | ------------------- | ----- | ---- | ---------- | --- |
|            | Isabella van Portugal     | Aviz                | 1526  | 1539 | Karel I    | Dochter van Emanuel I van Portugal en Maria van Aragón. |
|            | Maria I van Engeland      | Huis Tudor          | 1556  | 1558 | Filips II  | Dochter van de Engelse koning Hendrik VIII en Catharina van Aragon. Werd koningin van Engeland in 1553. |
|            | Elisabeth van Frankrijk   | Valois              | 1559  | 1568 | Filips II  | Dochter van Hendrik II van Frankrijk en Catharina de' Medici. |
|            | Anna van Oostenrijk       | Habsburg            | 1570  | 1580 | Filips II  | Dochter van keizer Maximiliaan II en Maria van Spanje. |
|            | Margaretha van Oostenrijk | Habsburg            | 1599  | 1611 | Filips III | Dochter van Karel II van Oostenrijk en Maria Anna van Beieren. |
|            | Elisabeth van Frankrijk   | Bourbon             | 1615  | 1644 | Filips IV  | Dochter van de Franse koning Hendrik IV en Maria de' Medici, ze was een jongere zuster van koning Lodewijk XIII. Elisabeth was moeder van koningin Maria Theresia van Spanje, de vrouw van Lodewijk XIV van Frankrijk. |
|            | Maria Anna van Oostenrijk | Habsburg            | 1649  | 1665 | Filips IV  | Dochter van keizer Ferdinand III en Maria Anna van Spanje. |
|            | Marie Louise van Orléans  | Bourbon             | 1679  | 1689 | Karel II   | Dochter van Hertog Filips van Orléans, de jongere broer van de Franse koning Lodewijk XIV. Het huwelijk bleef kinderloos.                                                                                              |
|            | Maria Anna van Beieren    | Neuburg             | 1689  | 1700 | Karel II   | Maria Anna was de tweede vrouw van koning Karel II. Net zoals Karels eerste huwelijk bleef ook zijn huwelijk met Maria Anna kinderloos, waardoor de Spaanse troon, na de dood van Karel, overging op het Huis Bourbon. |

## Huis Bourbon
In 1700 stierf koning Karel II. Filips van Anjou besteeg de Spaanse troon.
| Afbeelding | Naam                           | Oorspronkelijk huis | Vanaf | Tot  | Vrouw van    |
| ---------- | ------------------------------ | ------------------- | ----- | ---- | ------------ |
|            | Maria Louisa van Savoye        | Savoye              | 1701  | 1714 | Filips V     |
|            | Elisabetta Farnese             | Farnese             | 1714  | 1724 | Filips V     |
|            | Louise Elisabeth van Orléans   | Bourbon             | 1724  | 1724 | Lodewijk I   |
|            | Elisabetta Farnese             | Farnese             | 1724  | 1746 | Filips V     |
|            | Barbara van Portugal           | Bragança            | 1746  | 1758 | Ferdinand VI |
|            | Maria Amalia van Saksen        | Wettin              | 1759  | 1760 | Karel III    |
|            | Maria Louisa van Bourbon-Parma | Bourbon-Parma       | 1788  | 1808 | Karel IV     |

## Huis Bonaparte
| Afbeelding | Naam        | Oorspronkelijk huis | Vanaf | Tot  | Vrouw van |
| ---------- | ----------- | ------------------- | ----- | ---- | --------- |
|            | Julie Clary | Clary               | 1808  | 1813 | Jozef I   |

## Huis Bourbon
| Afbeelding | Naam                                | Oorspronkelijk huis | Vanaf | Tot  | Vrouw van     |
| ---------- | ----------------------------------- | ------------------- | ----- | ---- | ------------- |
|            | Maria Isabella van Portugal         | Bragança            | 1816  | 1818 | Ferdinand VII |
|            | Maria Josepha van Saksen            | Wettin              | 1819  | 1829 | Ferdinand VII |
|            | Maria Christina van Bourbon-Sicilië | Bourbon             | 1829  | 1833 | Ferdinand VII |
|            | Frans van Assisi van Bourbon        | Bourbon             | 1846  | 1868 | Isabella II   |

## Huis Savoye
| Afbeelding | Naam                           | Oorspronkelijk huis  | Vanaf | Tot  | Vrouw van |
| ---------- | ------------------------------ | -------------------- | ----- | ---- | --------- |
|            | Maria dal Pozzo della Cisterna | Pozzo della Cisterna | 1871  | 1873 | Amadeus I |

## Huis Bourbon
| Afbeelding | Naam                            | Oorspronkelijk huis                      | Vanaf | Tot   | Vrouw van     |
| ---------- | ------------------------------- | ---------------------------------------- | ----- | ----- | ------------- |
|            | Mercedes van Orléans            | Orléans-Bourbon                          | 1878  | 1878  | Alfons XII    |
|            | Maria Christina van Oostenrijk  | Habsburg                                 | 1879  | 1885  | Alfons XII    |
|            | Victoria Eugénie van Battenberg | Battenberg                               | 1906  | 1931  | Alfons XIII   |
|            | Sophia van Griekenland          | Sleeswijk-Holstein-Sonderburg-Glücksburg | 1975  | 2014  | Juan Carlos I |
|            | Letizia Ortiz Rocasolano        | Ortiz Rocasolano                         | 2014  | heden | Felipe VI     |